# Paretz

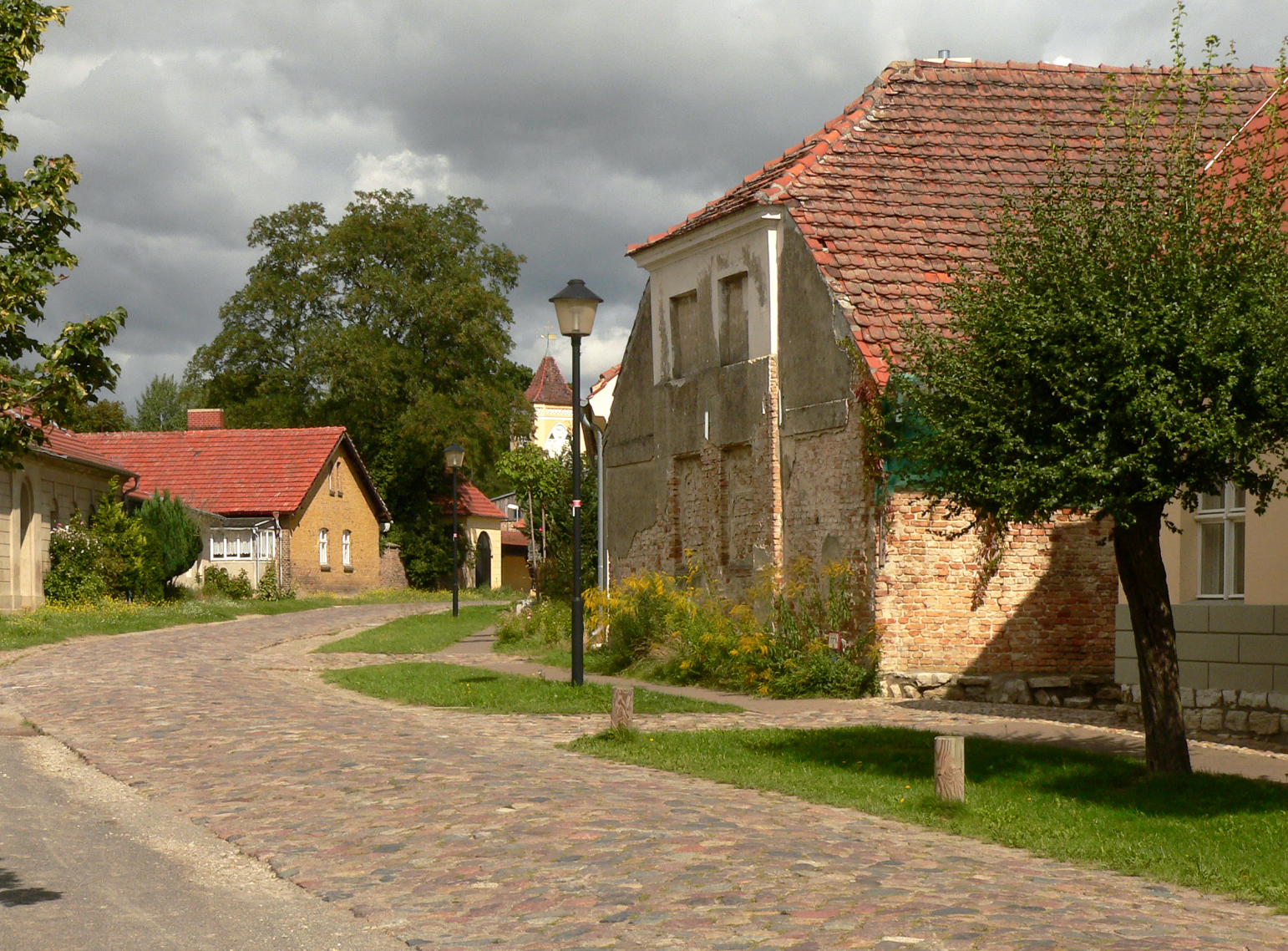
Dorfstraße in Paretz

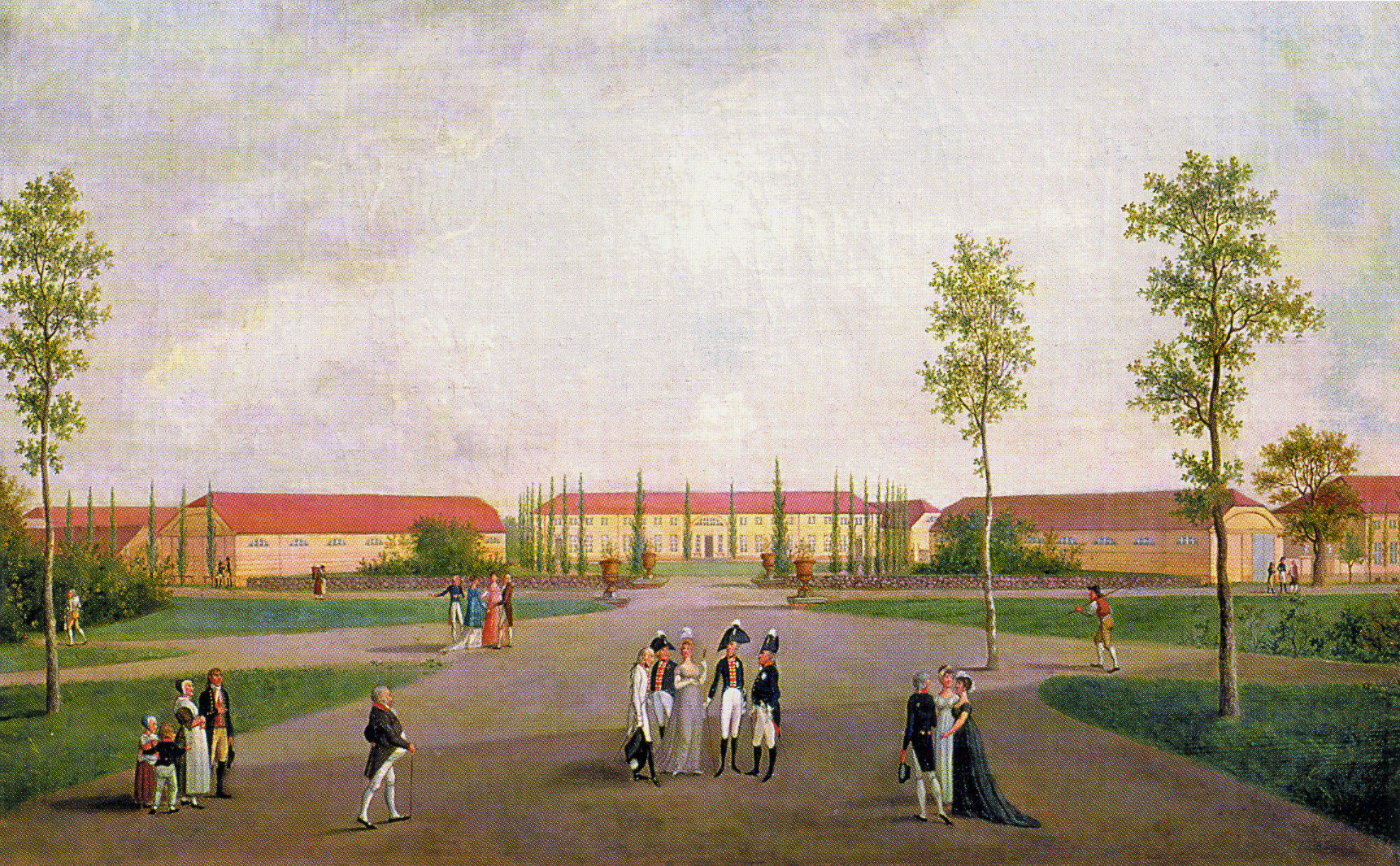
Schloss Paretz (um 1800, Franz Hillner). Unter den dargestellten Personen wohl auch Friedrich Wilhelm III. und Luise

Paretz ist ein Ortsteil mit rund 400 Einwohnern der Stadt Ketzin/Havel im Landkreis Havelland in Brandenburg, etwa 40 km westlich von Berlin (Stadtmitte). Paretz gewann überregionale Bedeutung, als es um 1800 mit dem Schloss Paretz, Schlosspark und Dorferneuerung zum Sommersitz von König Friedrich Wilhelm III. von Preußen und seiner Gemahlin, Königin Luise umgestaltet wurde.

## Geschichte des Dorfes
Ausgrabungen beweisen, dass dieser Teil der Havelniederung schon seit der Steinzeit besiedelt war. Der Ortsname Paretz geht auf das slawische po-reka (dt.: am Fluss, am Sumpf) zurück. Der Ort wurde am 28. Mai 1197 zum ersten Mal urkundlich erwähnt. Damals existierten sogar zwei gleichnamige Dörfer in enger Nachbarschaft. Zunächst hatten sich wendische Slawen als Fischer angesiedelt, später folgten deutschstämmige Landwirte. In einer kirchlichen Urkunde von 1297 wird dann nur noch ein Dorf Paretz erwähnt. Seit etwa 1350 gehörte es abwechselnd den Adelsfamilien von Diericke und von Arnim, seit 1658 der Familie von Blumenthal.

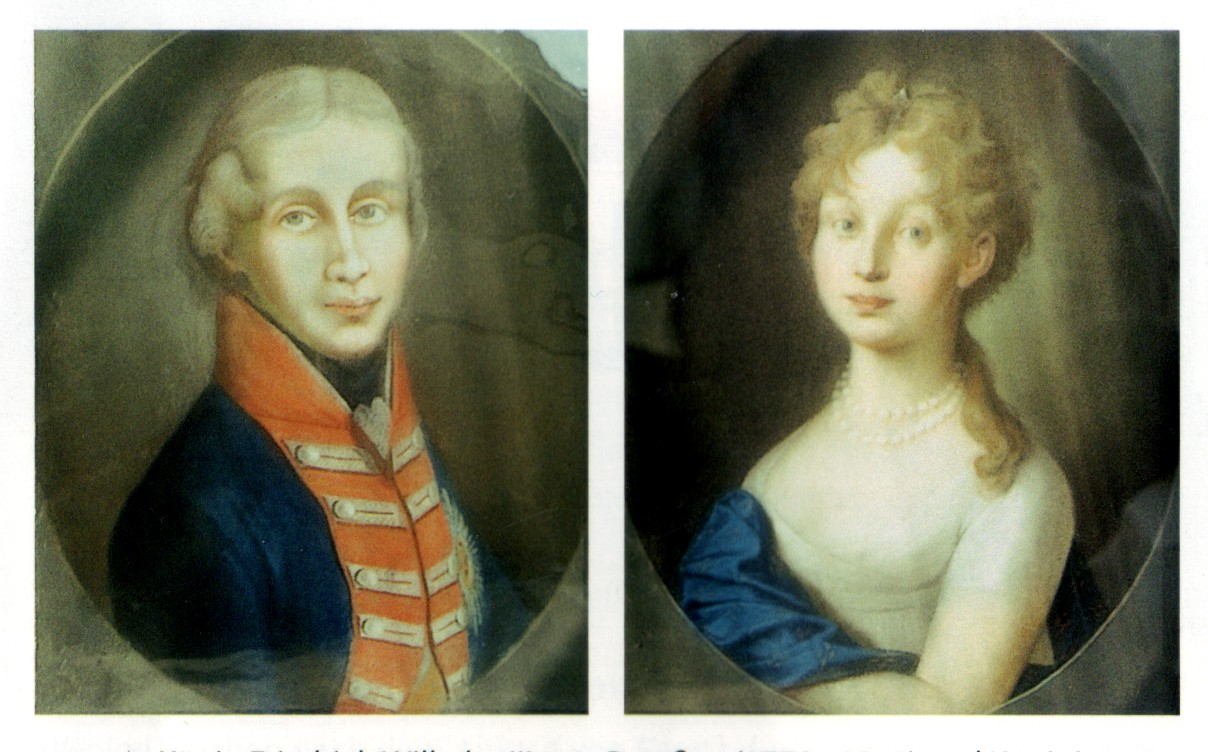
Friedrich Wilhelm III. und Königin Luise 1799

1797 erwarb der damalige Kronprinz, der spätere König Friedrich Wilhelm III. den Ort für 85.000 preußische Taler. Noch im September desselben Jahres hielten sich der Kronprinz und seine Frau erstmals für einige Wochen in Paretz auf, ebenso in den darauf folgenden Jahren bis zum Spätsommer 1805. Nach den napoleonischen Kriegen und nachdem die Königin in ihrem Todesjahr 1810 nochmals für einen Tag in Paretz gewesen war, nahm der König die alte Gewohnheit 1815 wieder auf und behielt sie bis 1839 bei; er starb 1840. Danach verlor der Ort wieder an Bedeutung.
Seit 1910 – Königin Luise war 100 Jahre zuvor gestorben – entwickelte sich allmählich erneut ein öffentliches Interesse an Paretz. Bedeutenden Anteil daran hatte Theodor Fontane, der nach drei Besuchen in den Jahren 1861, 1869 und 1870 den Ort und seine königlichen Sommergäste in den Wanderungen durch die Mark Brandenburg mit großer Anteilnahme beschrieben hatte. Besonders in den 1920er und 1930er Jahren nahm die Zahl der Besucher erheblich zu. Der Zweite Weltkrieg ging an Paretz ohne größere Veränderungen vorüber, das Kriegsende aber war ein Einschnitt mit nachhaltigen Folgen.
Nach dem Ende der Kampfhandlungen im Mai 1945 lag Paretz in der Sowjetischen Besatzungszone, der späteren DDR. Ein Wille zum Erhalt der kulturellen Zeugnisse des preußischen Staates war lange Zeit nicht zu erkennen, vielmehr gab es deutliche Anzeichen dafür, dass deren Verlust politisch willkommen war. Erst in den 1970er Jahren entwickelten sich Ansätze denkmalpflegerischen Verhaltens. Teile des Schlossparks wurden mit Hilfe freiwilliger Arbeitseinsätze wiederhergestellt, die Dorfkirche in den 1980er Jahren rekonstruiert. Die Deutsche Wiedervereinigung 1990 brachte dem Dorf Verbesserungen der lange vernachlässigten Infrastruktur (Telefon, Erdgasanschluss usw.). Der 1990 gegründete „Verein Historisches Paretz“ setzte sich zum Ziel, das historische Ortsbild wiederherzustellen.
Paretz wurde am 1. Januar 1960 nach Ketzin eingemeindet.

## Musterdorf
Bald nach der Thronbesteigung erteilte Friedrich Wilhelm III. dem Architekten David Gilly den Auftrag, das geplante Musterdorf zu bauen. Die alten Kossätenhäuser wurden abgerissen und auf Kosten des Königs neu errichtet. So entstand eines von wenigen nicht nur konzipierten, sondern auch vollständig ausgeführten Projekten dieser Art um 1800 in Deutschland. Im sogenannten „Paretzer Skizzenbuch“ sind die neuen Gebäude mit Grund- und Aufrissen, Fassaden- und Giebelansichten dargestellt.

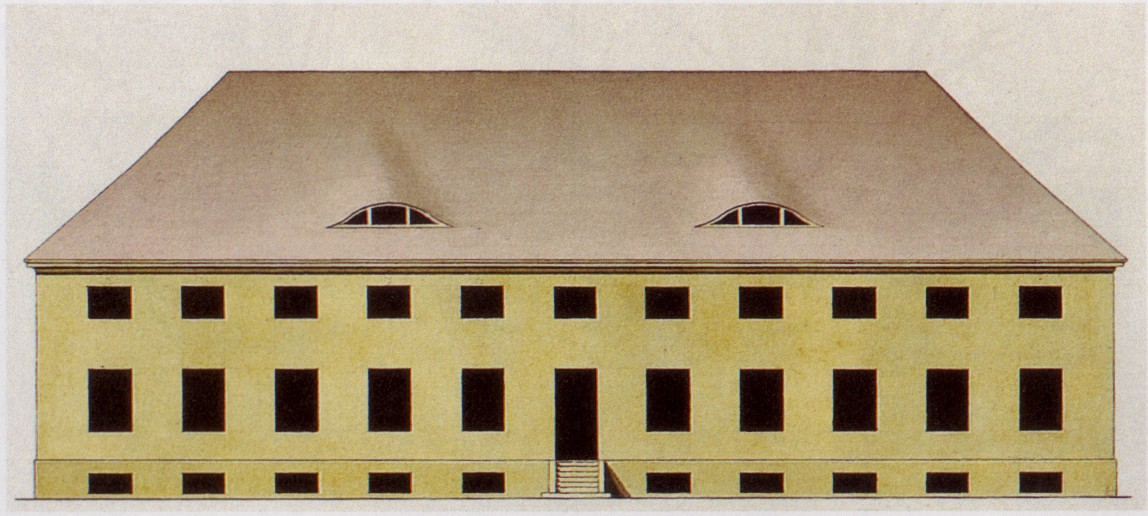
Das Amtshaus
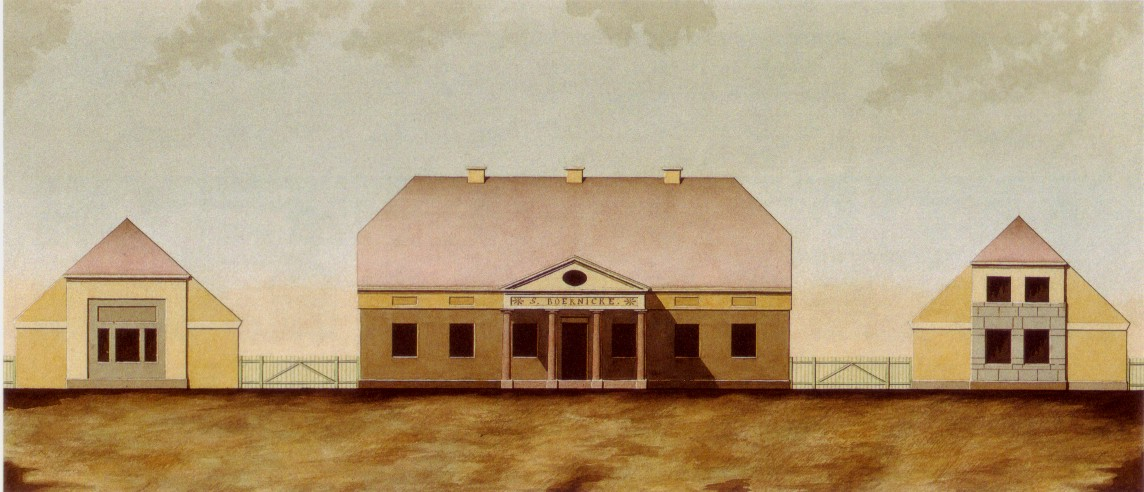
Das Haus des Dorfschulzen
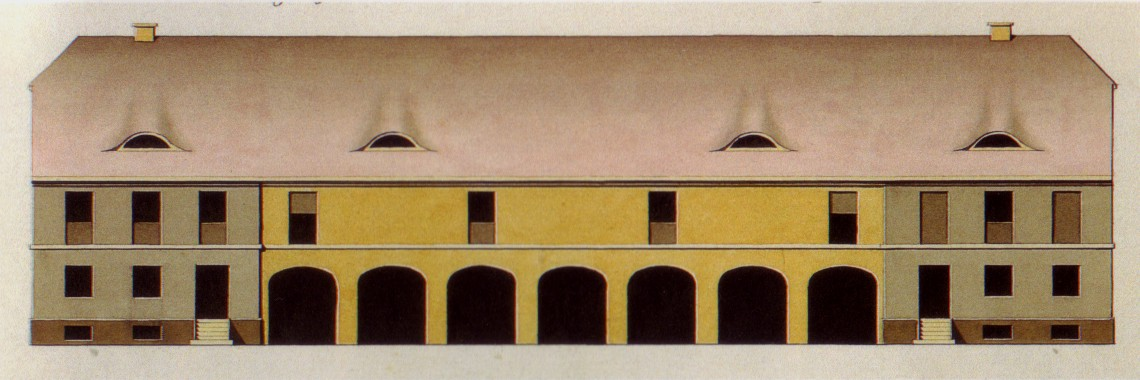
Der Schüttboden
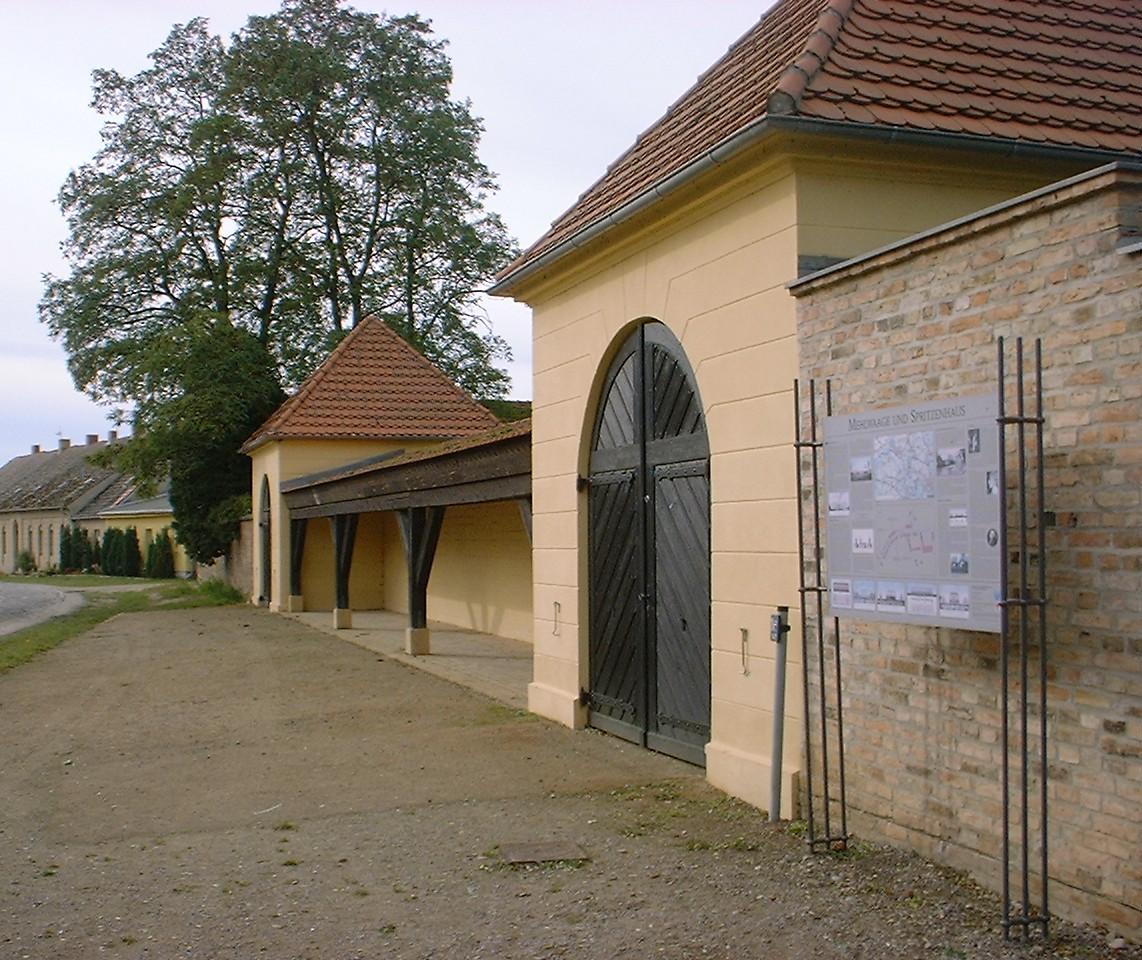
Die Mehlwaage und das Spritzenhaus
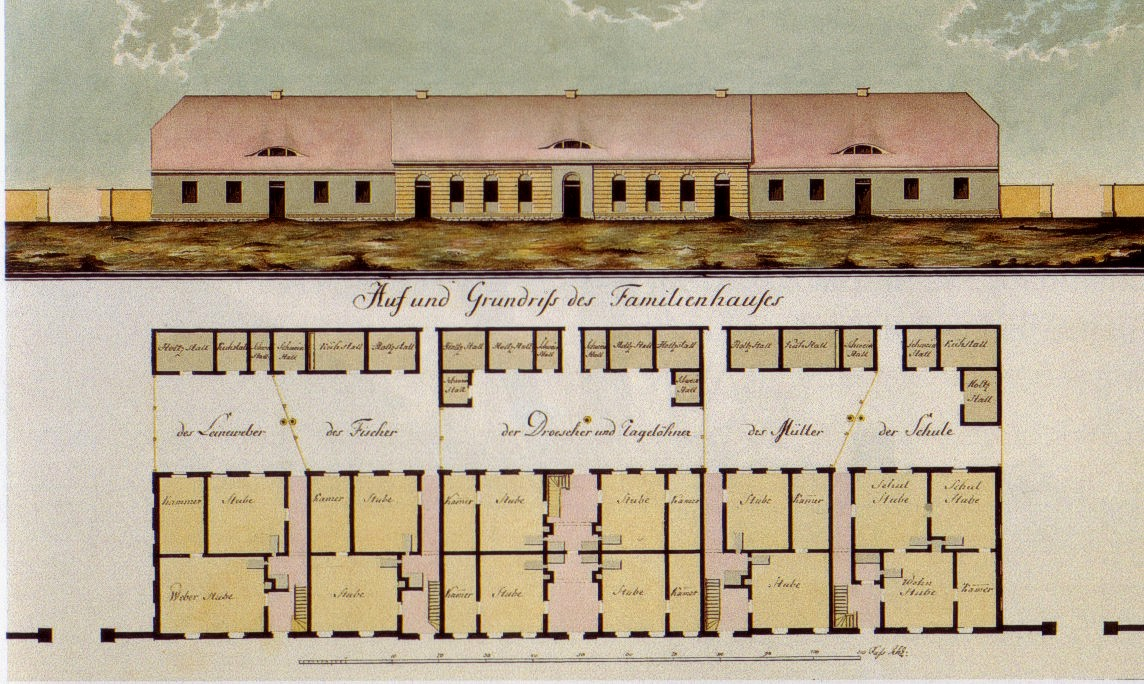
Das Mehrfamilienhaus
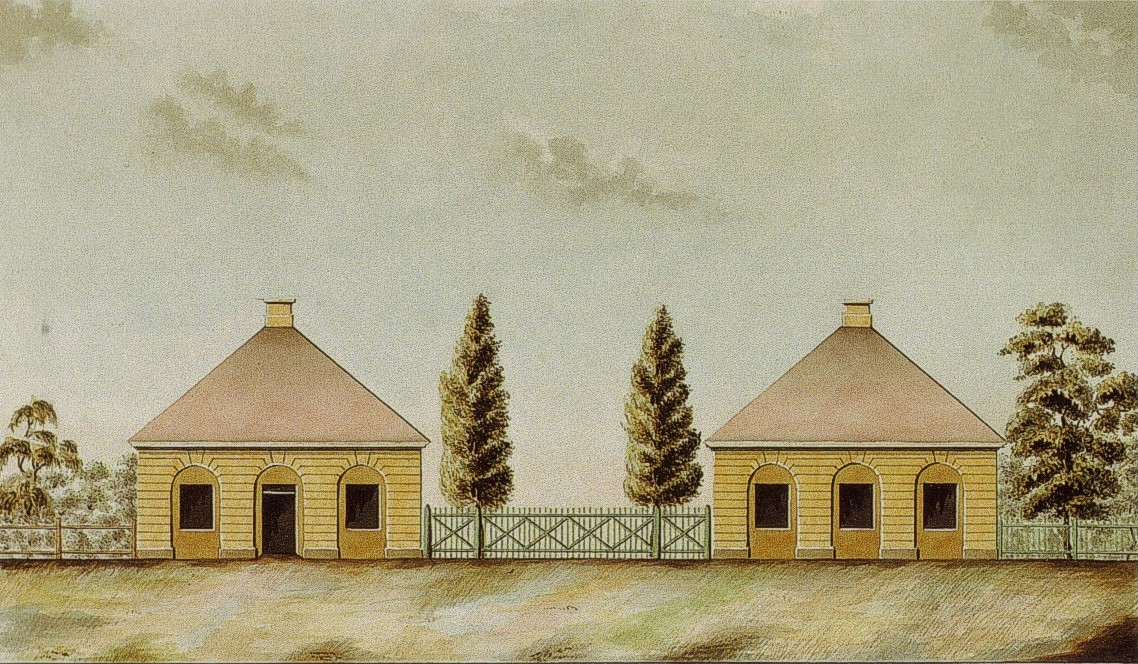
Die Torhäuser

Das neue Dorf bestand aus etwa zehn Bauernhöfen, die weitgehend einheitlich gestaltet waren. Eine Ausnahme machten die letzten beiden Gehöfte in Richtung zur Havel, die als Dorfausgang eine etwas reichere Ausstattung bekamen, zum Beispiel durch einen aufwändigen Zaun zur Straße mit breiter Toreinfahrt, flankiert von steinernen Pfeilern, die mit vier Putten verziert waren – drei von ihnen verschwanden nach 1945. Beim Neubau der Bauernhöfe wurde festgesetzt: die Stube im Giebel jedes Hauses musste für königliche Dienerschaft reserviert bleiben, in den Ställen war ausreichend Platz für die herrschaftlichen Pferde freizuhalten.

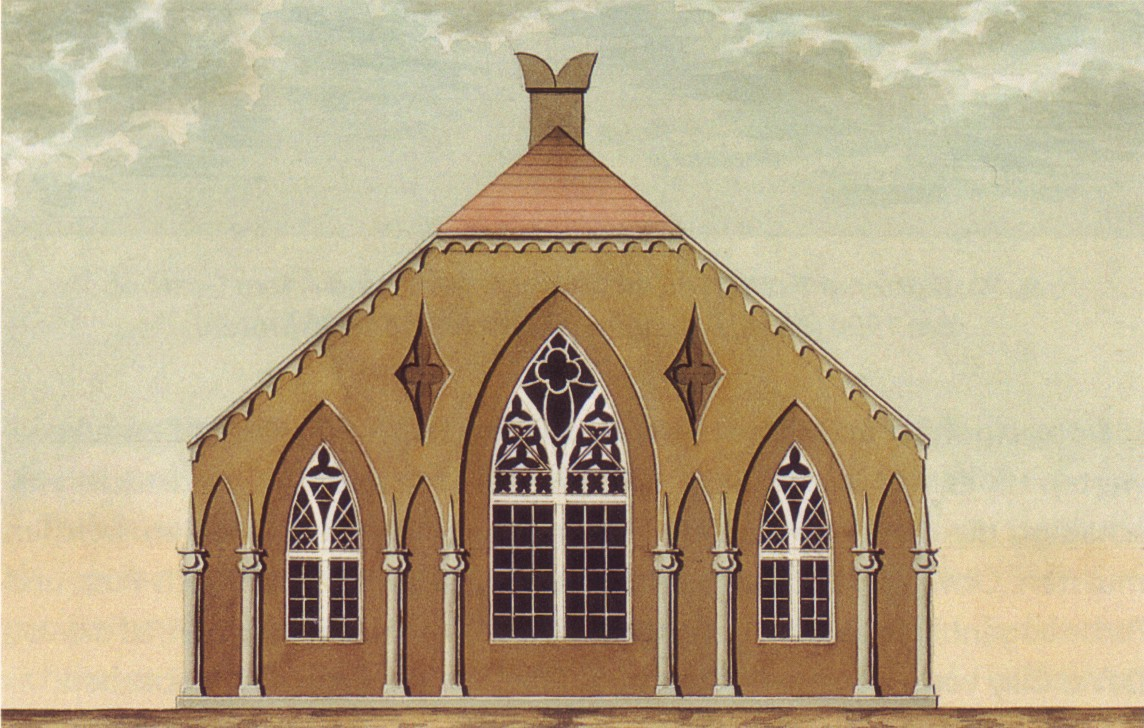
Das Gotische Haus

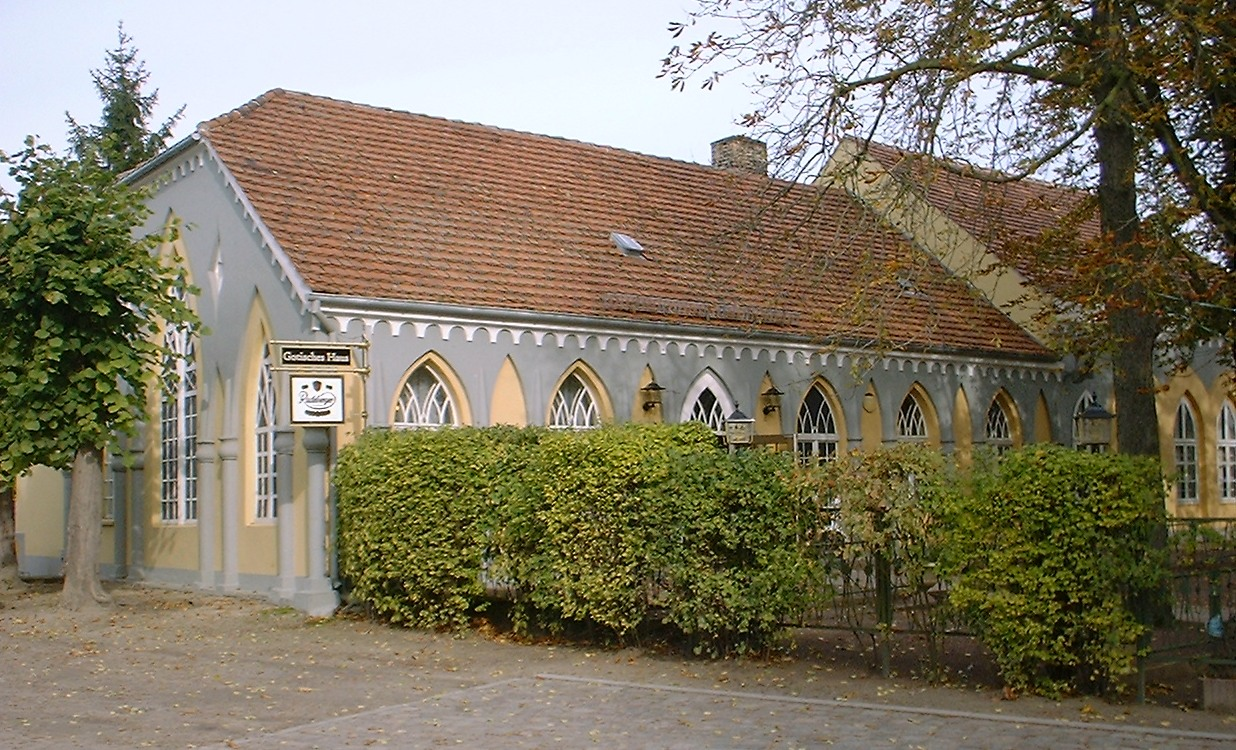
Das Gotische Haus, 2004

Zur bäuerlichen Grundausstattung kam eine ganze Reihe von Gebäuden mit besonderen Aufgaben. Das Amtshaus war – nach dem Schloss – das repräsentativste Gebäude des Ortes, bestimmt für den Pächter des Königlichen Gutes, der gleichzeitig die Funktion des königlichen Amtmanns hatte. Ebenfalls hervorgehoben, hier durch ein Vordach mit vier Holzsäulen: das Haus des Dorfschulzen. Verschiedenen praktischen Zwecken dienten der Schüttboden (mit bogenförmigen Einfahrten für die Kornfuhrwerke), das Spritzenhaus (für die Feuerspritze), die Leiterschauer (dort hingen die Feuerwehrleitern und die Feuerwehrschläuche wurden zum Trocknen aufgehängt) sowie die Mehlwaage. Ein Mehrfamilienhaus bot Platz für die Wohnungen von Leinewebern, Fischern, Müller, Tagelöhnern, Lehrern und für die Schulstuben; dieses Haus unterschied sich von den normalen Wohnhäusern durch ein in Farbe, Fensterform und speziellem Putz abweichendes Mittelteil. Zwei kleine Torhäuser rechts und links der Straße markierten den Ortseingang nach Osten; das eine enthielt hauptsächlich einen Schafstall, das andere die Wohnung des Schäfers. Eine Besonderheit war das Gotische Haus, eine optische Attraktion am Rande des Kirchgartens nach dem Muster englischer Staffagebauten – einst königliche Schmiede, um 1910 teils Dorfschmiede, teils Gaststätte, nach 1918 nur Gasthof und seit 1938 Restaurant und Biergarten in Familienbesitz.
Friedrich Wilhelm III. versuchte dafür zu sorgen, dass der Ort in Erinnerung an seine Frau möglichst unverändert bestehen blieb. Am 19. April 1833 erließ er ein entsprechendes Dekret, das Änderungen an Häusern und Dorfstraße untersagte und von allen Bürgern und Kossäten in Paretz unterschrieben wurde. Dennoch verlor das Dorf schon im Verlauf des 19. Jahrhunderts sein ursprünglich einheitliches Aussehen. Unterschiedlichste Erhaltungszustände waren anzutreffen. Manches, wie das Gotische Haus, blieb fast vollständig erhalten, anderes verfiel unbenutzt und unbeachtet. Gebäude wurden nach Bränden mehr oder weniger originalgetreu aufgebaut, zahlreiche Veränderungen an Außenputz, Dächern und Fenstern verfälschten den Gesamteindruck, ebenso wie zusätzliche Neubauten. Immerhin wurde schon bei ersten Untersuchungen in den 1970er Jahren festgestellt, dass doch ein nennenswerter Teil der Originalsubstanz noch aufzufinden war, sodass die Bemühungen um denkmalgerechte Wiederherstellung daran anknüpfen konnten. Nach ersten Anfängen in der DDR setzte seit 1989 eine beschleunigte Entwicklung ein: 1991/92 wurden Mehlwaage, Spritzenhaus und Leiterschauer wiederhergestellt, 1993/1994 die beiden Torhäuser, 1996 das Planteurhaus – ein schon vor 1797 vorhandenes Wohnhaus für die so genannten Planteure, Gärtner mit speziellen Aufgaben – und 1999 bis 2001 das Schloss selbst.

## Schloss

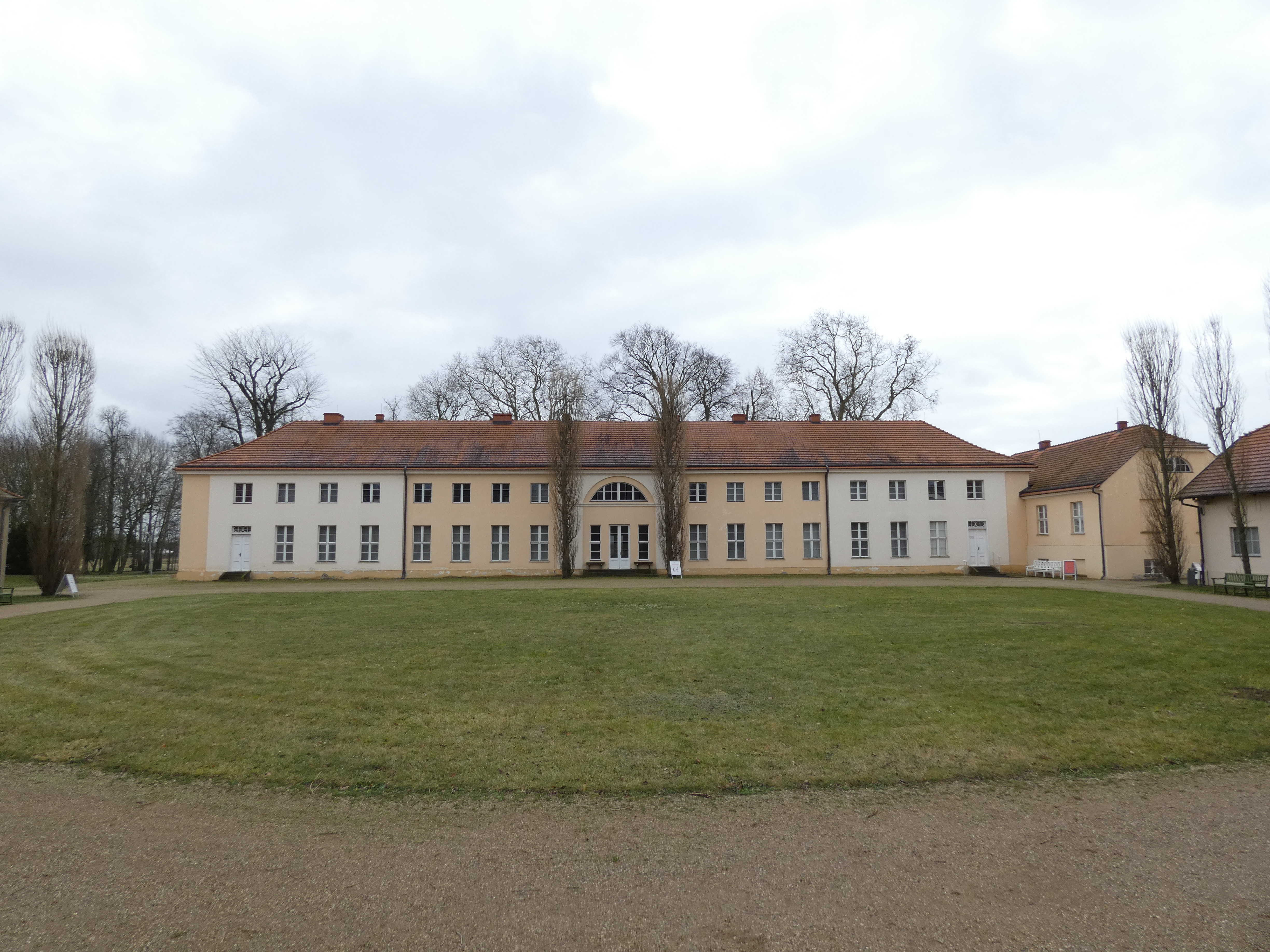
Schloss Paretz vom Ehrenhof

Als Friedrich Wilhelm das Gut Paretz erwarb, war er noch Kronprinz und seit drei Jahren mit Luise von Mecklenburg-Strelitz verheiratet. Noch 1797 begann der Berliner Architekt David Gilly damit, an Stelle des alten Gutshauses aus dem frühen 18. Jahrhundert, von dem Teile des Grundrisses und des Mauerwerks erhalten blieben, ein schlichtes, frühklassizistisches Landschloss zu errichten. Der Bau des Schlosses war Teil eines umfangreicheren Auftrags. In der Umgebung des Schlosses entstand ein Park.
Das Schloss blieb bis 1945 im Familienbesitz. Bei Kriegsende wurde das Schloss geplündert und enteignet. 1948 bis etwa 1960 nutzte die Bauernhochschule „Edwin Hoernle“ die historischen Gebäude, später die „VVB (Vereinigung Volkseigener Betriebe) Tierzucht“ beziehungsweise das „Kombinat Tierzucht“, die höchste Verwaltungsinstanz für die Tierzucht der DDR. Nach der politischen Wende von 1989 nutzte die Fachhochschule Potsdam das Haus vorübergehend. 1996/97 wurde es durch das Land Brandenburg angekauft und rekonstruiert.

## Dorfkirche

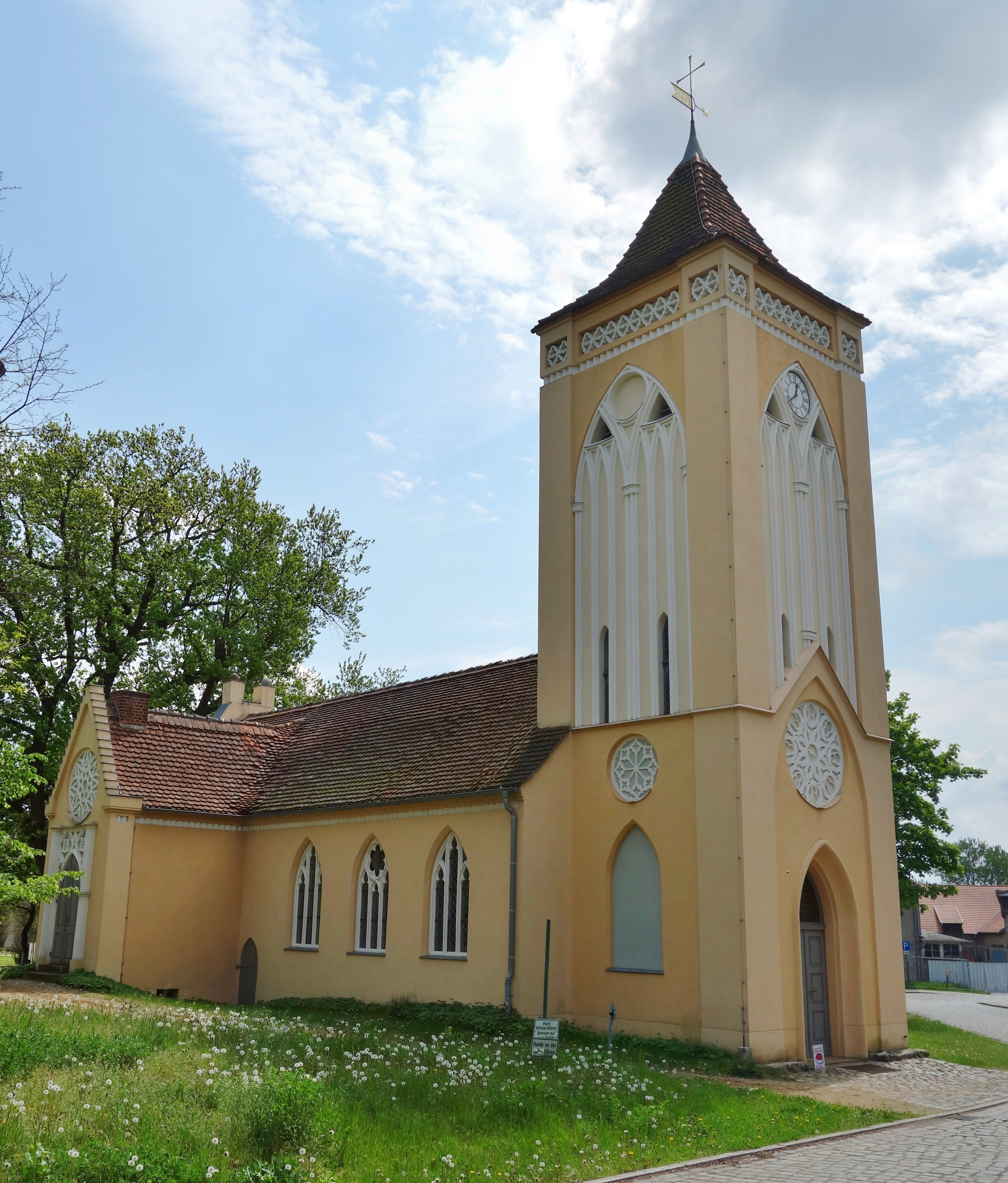
Dorfkirche Paretz

Gleich zu Beginn der Bauarbeiten im Dorf veranlasste König Friedrich Wilhelm einen grundlegenden Umbau der Dorfkirche Paretz (1797–1798), was zu einem der frühesten Beispiele neugotischer Architektur in Deutschland wurde.

## Paretzer Erdlöcher

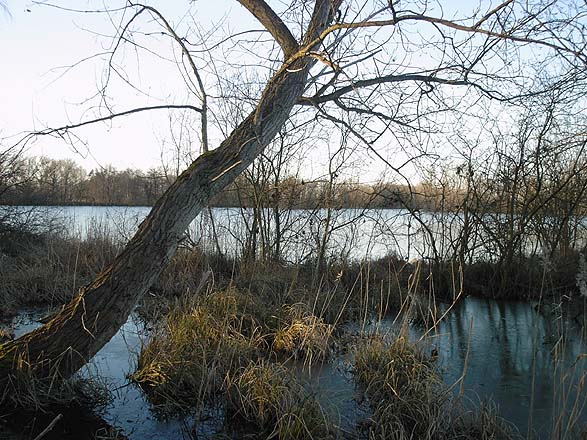
An den Paretzer Erdlöchern

Mit dem Anwachsen der nahen Großstadt Berlin (1850 rund 400.000, 1890 etwa 1,6 Mio. Einwohner) gewannen die reichen Tonvorkommen in der Umgebung von Ketzin große wirtschaftliche Bedeutung. Bis 1881 waren dort 15 leistungsfähige Ziegeleien entstanden. Jährlich wurden annähernd 100 Millionen Ziegel gebrannt und größtenteils per Schiff nach Berlin transportiert. Seit 1900 ging der Boom zurück und brach in den 1920er Jahren völlig zusammen. 1946 musste die letzte Ziegelei geschlossen werden.
Viele der „Erdlöcher“, die nach dem Tonabbau verblieben waren, wurden nach dem Zweiten Weltkrieg mit den Trümmern der zu großen Teilen zerstörten Stadt Berlin zugeschüttet – ein besonderer Kreislauf des Materials. Andere, wie die „Paretzer Erdlöcher“ – in Nord-Süd-Richtung über ca. einen Kilometer ausgedehnt – sind inzwischen mit Grundwasser gefüllt. Vegetation und Tierwelt konnten sich ungehindert entwickeln, die „Paretzer Erdlöcher“ sind Teil des europäischen Vogelschutzgebietes „Mittlere Havelniederung“.

## Fontane über den Weg nach Paretz

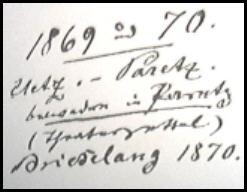
Die Handschrift Fontanes

Theodor Fontane beschrieb den Weg der königlichen Reisegesellschaft nach Paretz über das nahe gelegene Dorf Uetz:

„Eine kurze Zeit hindurch schien es, als sollte das stille Dorf mit in die Welt, von der es sonst abgeschlossen liegt, hineingezogen werden. […] Um diese Zeit – der König wählte immer den Wasserweg – wurde Ütz zu einer vielgenannten Fährstelle. Der Fischer, der den Dienst versah, hatte seine goldnen Tage […] und die Dorfstraße entlang, in der bisher bei Regenwetter die Dungwagen steckengeblieben waren, schaukelten sich nunmehr die königlichen Kutschen. Das war bis 1810. In den 20er und 30er Jahren flackerte es noch einmal auf, dann erlosch es ganz.“

Der Wanderer Fontane erlebte den Weg so:

„Von Ütz nach Paretz ist noch eine gute halbe Meile. An einem Sommernachmittag ein entzückender Spaziergang. Der Weg führt durch Wiesen rechts und links; der Heuduft dringt von den Feldern herüber und vor uns ein dünner, sonnendurchleuchteter Nebel zeigt uns die Stelle, wo die breite, buchten- und seenreiche Havel fließt. Paretz selbst verbirgt sich bis zuletzt. […] wir sind am Ziel: links das Schloß, ein langgestreckter, schmuckloser Parterre-Bau mit aufgesetztem niedrigen Stock, rechts eine Gruppe alter Eichen und ihnen zur Seite die gotische Kirche des Dorfes. Über die Straße hin grüßen sich beide.“